# Естонська автономна губернія

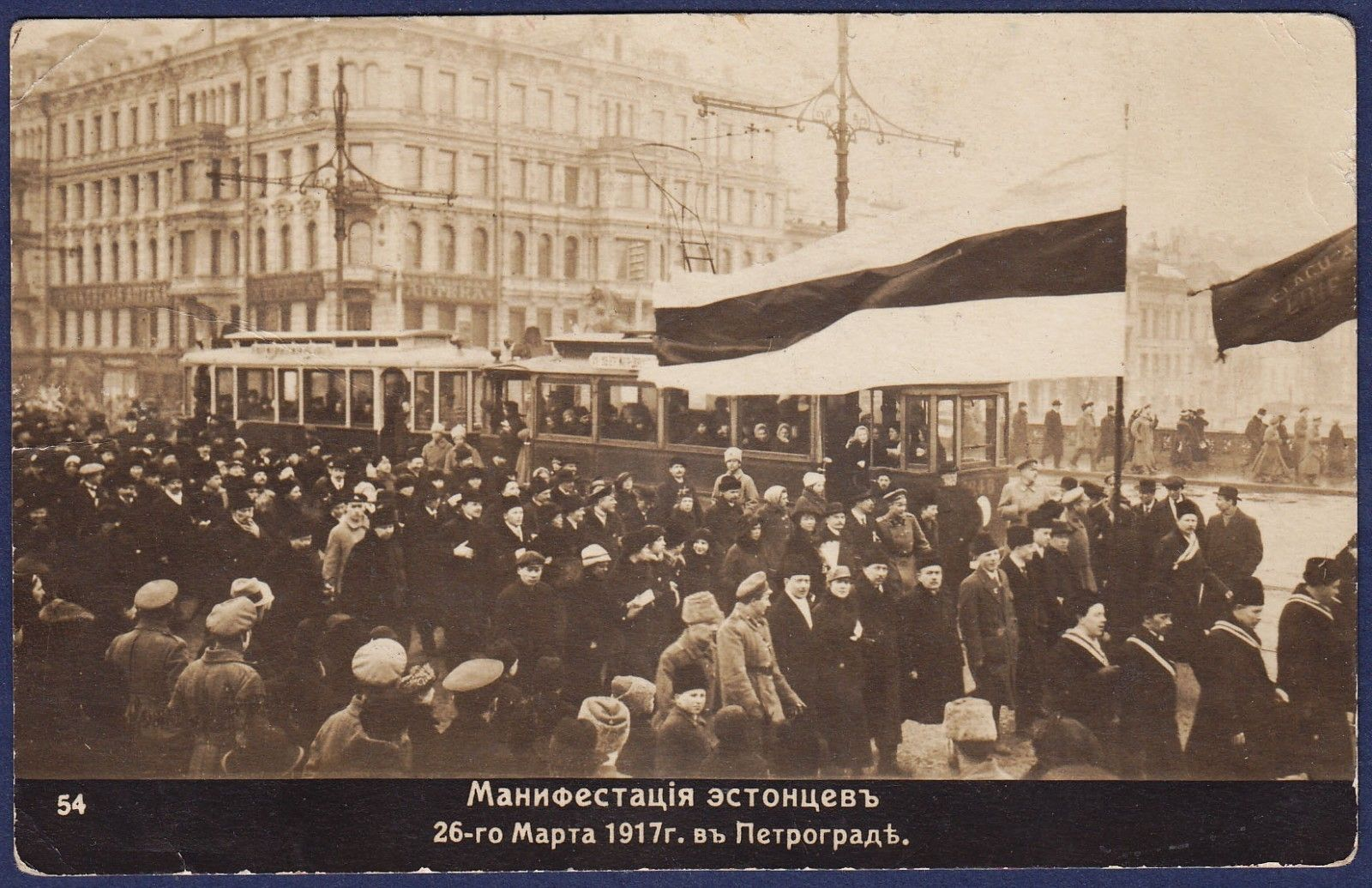
Демонстрація естонців у Петрограді 1917.

Естонська автономна губернія (ест. Autonoomne Eestimaa kubermang) — територіальна автономія Російської Республіки, утворена в результаті Російської революції 1917 року. Проіснувала до здобуття Естонією повної незалежності в 1918 році.

## Історія
Територія сучасної Естонії, що в 1710—1917 роках перебувала під управлінням Московії, а пізніше Російської імперії, більшість цього часу була розділена між двома губерніями: на півночі — Естляндська губернія, яка приблизно відповідала території Данської Естляндії, а на естонському півдні — північна частина Ліфляндської губернії, де більшість становили етнічні естонці. 30 березня (12 квітня) 1917 шляхом адміністративних реформ Тимчасового уряду Росії ці дві губернії злилися в одну.
На проведених виборах до тимчасового парламенту — Земської ради Естляндії (ест. Maapäev) частку голосів здобули меншовики і більшовики з Російської соціал-демократичної робітничої партії, утворивши в цьому естонському законодавчому органі свої фракції. 5 листопада 1917 року, за два дні до більшовицького перевороту в Петрограді, місцеві більшовики на чолі з Яаном Анвельтом за підтримки прорадянських російських солдатів і матросів оголосили себе у Таллінні новим урядом, а 9 листопада спробували узурпувати політичну владу в губернії, яку очолював губернатор Яан Поска. 15 листопада (28 листопада) 1917 Земська рада Естляндії, відмовляючись визнати спробу більшовицького державного перевороту, проголосила себе єдиною законно обраною та офіційною владою в Естонії. Проте незабаром більшовики загнали її в підпілля.
Під час правління Виконавчого комітету Рад робітничих і солдатських депутатів Естляндської губернії новообраний мер Нарви Антс Дауман організував плебісцит із наміром вивести місто Нарва (включно з Івангородом, який тоді був її передмістям) зі складу Петроградської губернії та приєднати його до новоутвореної автономної губернії. 16 листопада (29 листопада) 1917 він отримав від ВЦВК дозвіл на такий референдум. Оскільки на плебісциті 10 грудня (23 грудня) 1917 80% населення міста підтримали перехід до складу Естонії,  Виконком Рад робітничих і солдатських депутатів Естляндської губернії 21 грудня 1917 (3 січня 1918) визнав це нове територіальне включення до губернії. Хоча це і сталося за більшовицького режиму, пізніший уряд Естонії визнав референдум і приєднання всього міста Нарва (включно з її передмістям Івангород) до Естонії.
У лютому 1918 року, після провалу мирних переговорів між радянською Росією та Німецькою імперією, німці  окупували материкову Естонію. Більшовицькі війська відступили в Росію. 23 лютого 1918 року, за день до того, як німецькі війська увійшли в Таллінн, Комітет порятунку Національної ради Естонії «Маапяев» вийшов із підпілля і 24 лютого 1918 року видав Декларацію незалежності Естонії. Визволення Естонії від німецької окупації тривало майже дев'ять місяців (до листопада 1918 р.), а 24 лютого 1918 року тепер святкується в Естонії як День незалежності.